# Salenski-Spitzmaus
Die Salenski-Spitzmaus (Chodsigoa salenskii) ist eine Spitzmausart aus der Gattung der Chodsigoa. Sie kommt endemisch in der Volksrepublik China vor und ist nur von wenigen Individuen bekannt. Der Artstatus befindet sich in der Diskussion. Der Artname bezieht sich auf den russischen Zoologen Wladimir Salensky (1847–1918).

## Merkmale
Mit einer Kopf-Rumpf-Länge von etwa 7,8 Zentimetern zählt die Salenski-Spitzmaus zu den mittelgroßen Spitzmausarten. Der Schwanz erreicht eine Länge von 110 Millimetern und ist damit deutlich länger als der Körper, der Hinterfuß ist 22 Millimeter lang.
| 1 | · | 3 | · | 1 | · | 3 | = 28 |
| 1 | · | 1 | · | 1 | · | 3 | = 28 |

Wie alle Arten der Gattung besitzt die Art im Oberkiefer pro Hälfte einen Schneidezahn (Incisivus) und danach drei einspitzige Zähne, einen Vorbackenzahn (Praemolar) und drei Backenzähne (Molares). Im Unterkiefer besitzt sie dagegen einen einzelnen Eckzahn (Caninus) hinter dem Schneidezahn. Insgesamt verfügen die Tiere damit über ein Gebiss aus 28 Zähnen. Die Zahnwurzeln sind wie bei den meisten Rotzahnspitzmäusen rot gefärbt.

## Verbreitung

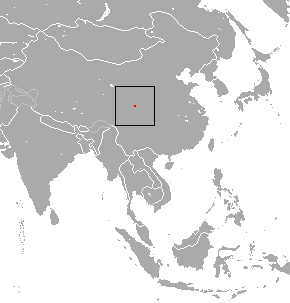
Verbreitungsgebiete der Salenski-Spitzmaus

Die Salenski-Spitzmaus kommt endemisch in der Volksrepublik China in den Provinzen Sichuan und Guizhou vor. Nach anderen Angaben ist die Art nur von der Erstbeschreibung und dem Fundort im Norden Sichuans bekannt.

## Lebensweise
Über die Lebensweise dieser Art liegen keine Daten vor, da sie nur von wenigen Fundorten bekannt ist. Wie alle Spitzmäuse ernährt sich auch die Salenski-Spitzmaus wahrscheinlich von wirbellosen Tieren.

## Systematik
Die Salenski-Spitzmaus wird als eigenständige Art innerhalb der Gattung Chodsigoa eingeordnet, die aus acht Arten besteht. Die wissenschaftliche Erstbeschreibung stammt von Mykola Feofanowytsch Kaschtschenko aus dem Jahr 1907, der ein Individuum aus Sichuan gemeinsam beschrieb. Die Art ist zugleich die Typusart  für die Gattung. Der Artstatus ist allerdings umstritten und es wird diskutiert, ob sie als Synonym von Chodsigoa smithii betrachtet werden sollte.
Innerhalb der Art werden neben der Nominatform Chodsigoa salenskii salenskii keine weiteren Unterarten unterschieden.

## Bedrohung und Schutz
Die Salenski-Spitzmaus wird aktuell von der International Union for Conservation of Nature and Natural Resources (IUCN) aufgrund der fehlenden Daten zur Bestandsgröße und den ökologischen Ansprüchen sowie der Diskussion zum Artstatus als „data deficient“ geführt und nicht in eine Gefährdungskategorie eingeordnet. In der Erfassung 1996 wurde die Art als vom Aussterben bedroht („critically endangered“) betrachtet.

## Belege
1. 1 2 3 4 5  Robert S. Hoffmann, Darrin Lunde: Salenski's shrew. In: Andrew T. Smith, Yan Xie: A Guide to the Mammals of China. Princeton University Press, Princeton 2008, ISBN 978-0-691-09984-2, S. 309.
2. 1 2 3 4 5  Chodsigoa salenskii in der Roten Liste gefährdeter Arten der IUCN 2013.1. Eingestellt von: A.T. Smith, C.H. Johnston, 2008. Abgerufen am 27. Juli 2013.
3. 1 2 3  Chodsigoa salenskii (Memento des Originals vom 10. November 2013 im Internet Archive)  Info: Der Archivlink wurde automatisch eingesetzt und noch nicht geprüft. Bitte prüfe Original- und Archivlink gemäß Anleitung und entferne dann diesen Hinweis.. In: Don E. Wilson, DeeAnn M. Reeder (Hrsg.): Mammal Species of the World. A taxonomic and geographic Reference. 2 Bände. 3. Auflage. Johns Hopkins University Press, Baltimore MD 2005, ISBN 0-8018-8221-4.
4. ↑  Chodsigoa (Memento des Originals vom 10. November 2013 im Internet Archive)  Info: Der Archivlink wurde automatisch eingesetzt und noch nicht geprüft. Bitte prüfe Original- und Archivlink gemäß Anleitung und entferne dann diesen Hinweis.. In: Don E. Wilson, DeeAnn M. Reeder (Hrsg.): Mammal Species of the World. A taxonomic and geographic Reference. 2 Bände. 3. Auflage. Johns Hopkins University Press, Baltimore MD 2005, ISBN 0-8018-8221-4.